# André Dubreuil (architecte)
Pour les articles homonymes, voir André Dubreuil et Dubreuil.
André Albert Dubreuil, né à Lizy-sur-Ourcq le 23 août 1895 et mort à Paris (6e arrondissement) le 9 novembre 1948, est un architecte français.

## Biographie
Élève de Gabriel Héraud à l'École des beaux-arts de Paris dont il sort diplômé en 1921, il expose au Salon des artistes français dès 1921 et y obtient une médaille de bronze en 1927 puis une médaille d'argent en 1932. 
Collaborateur de Roger Hummel, on lui doit, entre autres, le Groupe scolaire Condorcet à Maisons-Alfort.
Il obtient le 1er Second Grand Prix de Rome en architecture en 1927.
Membre du Comité de patronage de la revue L’Architecture d’aujourd’hui de 1933 à 1937, architecte de l’Office public de HBM du département de la Seine (OPHBMS) et architecte à la RIVP vers 1935, il est associé à Roger Hummel, sous la direction d'Henri Sellier de 1928 à 1939.